# SN 2009ie
SN 2009ie – supernowa typu II-P odkryta 24 lipca 2009 roku w galaktyce NGC 1093. W momencie odkrycia miała maksymalną jasność 19,30m.